# Beskrivende statistik
Beskrivende statistik eller deskriptiv statistik er en underdisciplin til statistik, hvor data og observationer sammenfattes og visualiseres i tabeller og diagrammer. Formålet er at gøre store datasæt overskuelige og sammenlignelige. Eksempler på statistiske mål, der bruges, er kvartiler, deciler, median, gennemsnit, frekvens, hyppighed og empirisk varians. Grafiske fremstillinger omfatter blandt andet prikdiagrammer, stolpediagrammer, skatterplot, boksplot og histogrammer.
| Matematik | Spire Denne artikel om matematik er en spire som bør udbygges. Du er velkommen til at hjælpe Wikipedia ved at udvide den. |